# Sanabriai-tó
A Sanabriai-tó (spanyolul: Lago de Sanabria) Spanyolország (és egyben az Ibériai-félsziget) legnagyobb természetes tava, valamint Európa legnagyobb gleccsertava.

## Leírás
A tó a legutóbbi jégkorszak idején, a felső pleisztocénben, mintegy 100 000 évvel ezelőtt alakult ki egy gleccsernek köszönhetően, amelynek több mint 20 km hosszú jégnyúlványai is voltak. Ma a tó hossza körülbelül 3, legnagyobb szélessége másfél kilométer, területe nagyjából 369 hektár, legmélyebb pontja pedig 53 méterrel található a felszín alatt. Ezzel az Ibériai-félsziget legnagyobb természetes tavának számít. Ma a legtöbb vizet a Tera folyó szállítja a tóba (amely mintegy 2 km-rel feljebb magába gyűjti a Cárdena és a Segundera vizeit is), és ugyanez a folyó vezeti is le.
Partvidéke változatos: néhol köves, máshol viszont lapos homokos partok szegélyezik, ahol a fürdés és a horgászat is engedélyezett. A legnagyobb homokos partok, a Custa Llago és a Viquiella a nyugati parton találhatók, míg a délkeleti részen fekvő  Los Arenales de Vigo, Los Enanos, El Pato és El Folgoso nevű partszakaszok vegyesen kövesek és homokosak, sok fűvel és fával tarkítva. A nyugati part közelében egy piciny sziget is található néhány fával: ez az Isla de las Moras
A tónál más jellegű kikapcsolódásra is lehetőségük van a turistáknak: lehet búvárkodni, kenuzni, vitorlázni és szörfvitorlázni is. A tó körül több kempinget és egyéb szálláshelyet is kialakítottak. A tó jobb partján még ma is látszanak a 19. század végén létesített Balneario de Bouzas nevű, kénes vizű forrása miatt gyógyvízzel rendelkező fürdő maradványai. A tavat 2011 óta járja a Helios Cousteau nevű szél- és naperergiával hajtott hajó, amellyel mind turisztikai, mind kutatóutakra rendszeresen indulnak. Ez a hajó rendelkezik egy víz alatti kamerával is, amelynek segítségével a tó fenekét lehet vizsgálni.
A környező területen (amely ma natúrpark) ugyancsak az eljegesedés idejéből származó cirkuszvölgyek sokasága is megtalálható, ezekben pedig többhelyütt más kisebb gleccsertavak is fennmaradtak.

## A tó legendája
Létezik egy legenda, amely szerint a tó helyén egykoron egy Valverde de Lucerna nevű falu állott, termékeny földekkel körülvéve, ám önző lakosokkal. Egyik évben, Szent János napjának előestéjén, nagy esőben, cikázó villámok között egy magas, szakállas, köpönyeges zarándok érkezett a faluba, egy nagy bottal a kezében, és több házba is bebocsátást kért, de sehol sem segítettek rajta. Miután elhatározta, hogy elhagyja a falut, egy kis kiemelkedő részen egy kemencét látott meg, ahol asszonyok serénykedtek. Itt megmelegedhetett, ráadásul az asszonyok még egy kis darabka kenyeret is sütöttek neki, sőt, egy nagyobbat szerettek volna odaajándékozni a vándornak, de az annyira megdagadt a kemencében, hogy nem fért ki a száján, így csak egy kis darabot tudtak belőle kivenni. Az idegen azonban nagyra értékelte ezt a kis segítséget is, ellentétben azzal, amit a lenti faluban „kapott”, ezért elhatározta, hogy elpusztítja a falut. Az asszonyoknak viszont meghagyta, hogy mindenképpen rejtőzzenek el a kemencében, mert akkor megmenekülhetnek. Ezek után elhagyta a helyszínt, majd a botját leszúrta a földbe, ott pedig egy forrás támadt, amelyből úgy ömleni kezdett a víz, hogy másnapra elárasztotta az egész falut, mindössze egy kis sziget emelkedett ki a keletkezett tóból: az a hely, ahol a kemence volt.
A legendához hozzá szokták tenni még azt is, hogy napokkal az eset után az egyik birtokos két ökrével, Redondóval és Bragadóval megpróbálta kihúzni a víz alól az elpusztult templom két harangját, de csak az egyiket sikerült, a másik a víz alatt maradt. Minden évben Szent János napján, június 24-én az önzetlen és segítőkész emberek a helyszínen járva meghallhatják a víz alatt maradt harang kongását.
Ezt a legendát Miguel de Unamuno író, költő is megemlítette egy versében, amelyet azok után írt, hogy 1930-ban ellátogatott a tóhoz.

## Képek

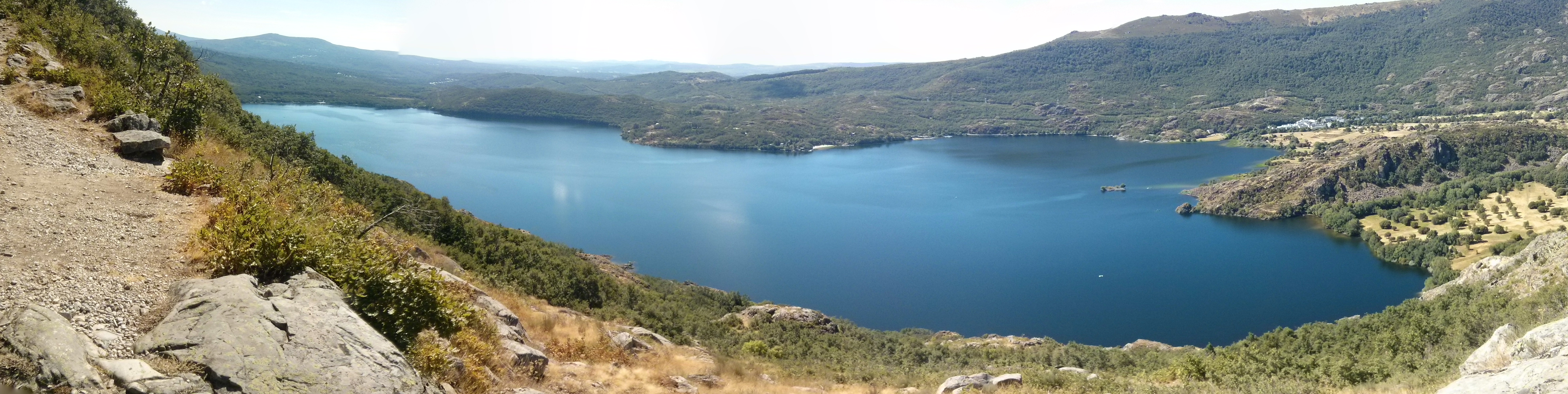
Panorámakép
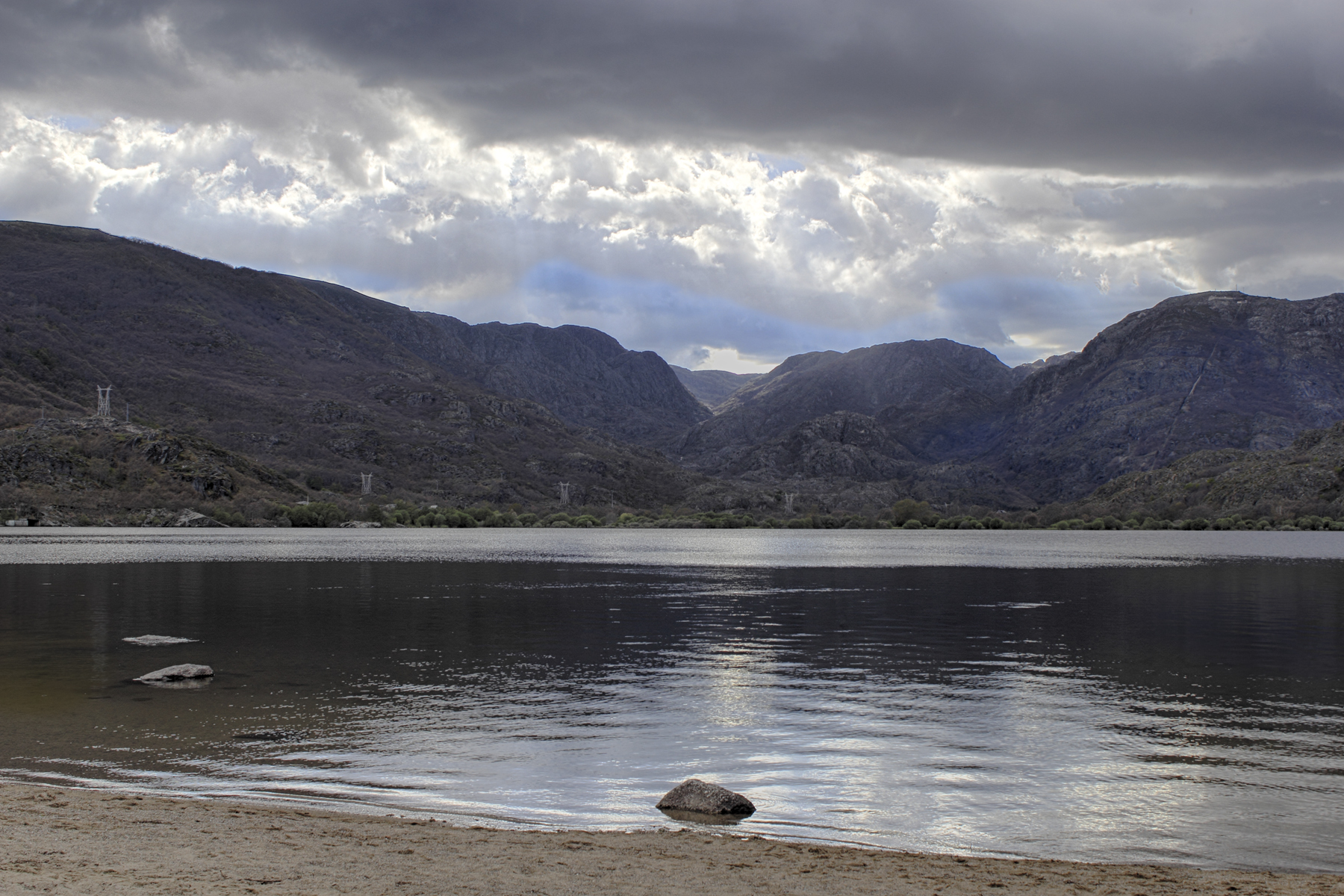
Részlet a tóból
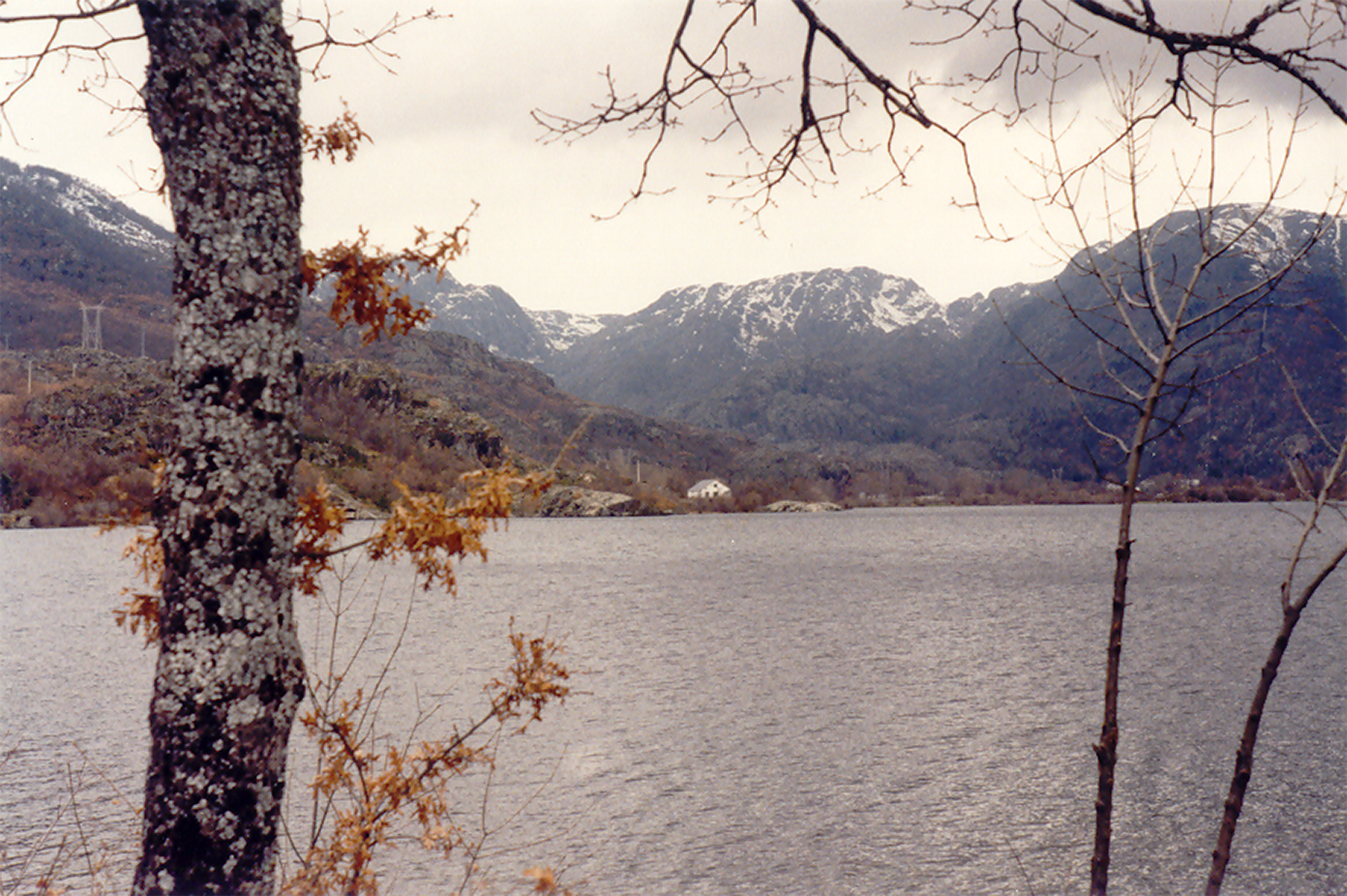
Őszi vagy téli kép
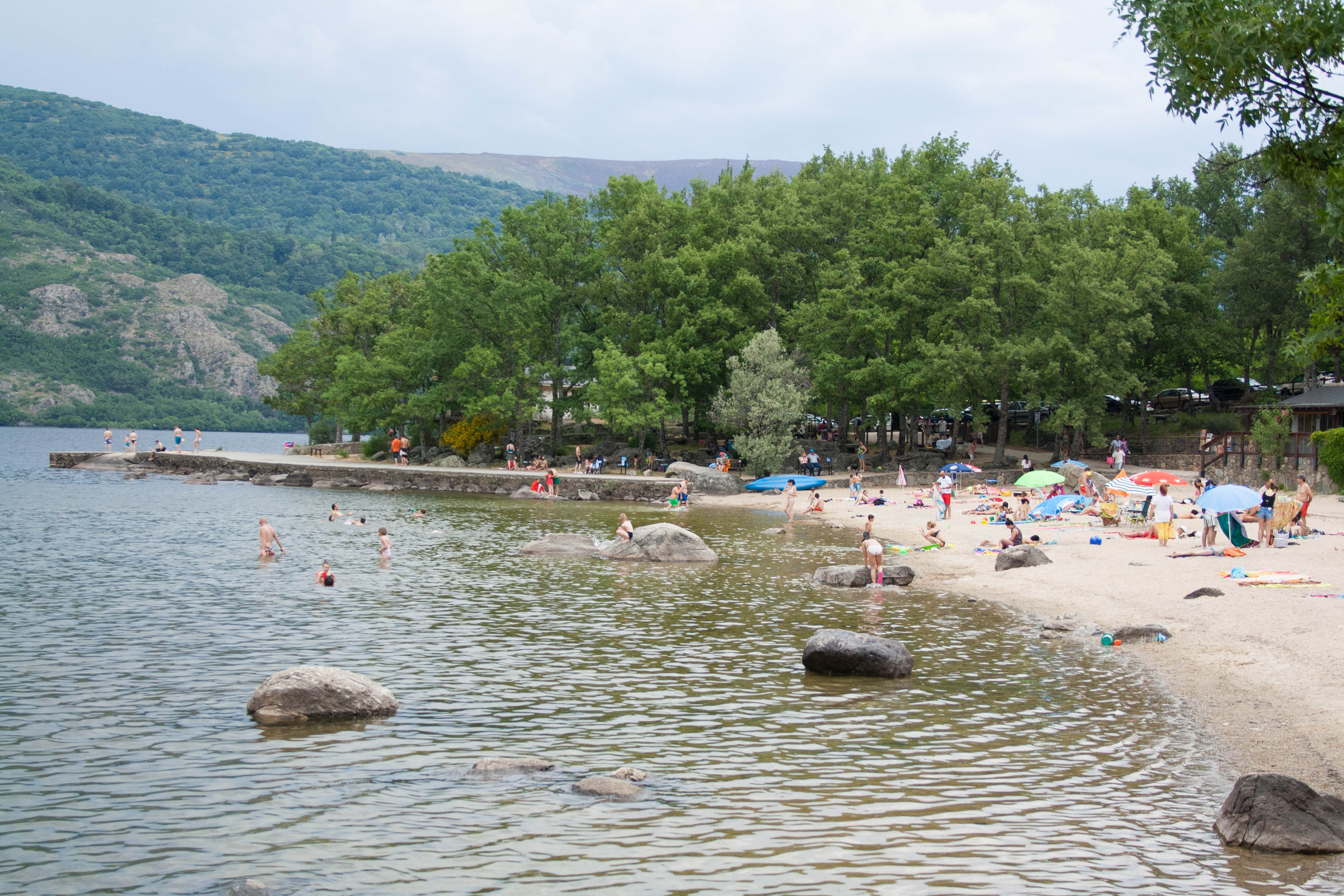
Fürdőző és napozó emberek